# Ампир (фильм)
«Ампир» — триллер Александра Сокурова, снятый в формате короткого метра по радиопьесе Люсиль Флетчер «Простите, вы ошиблись номером».

## Сюжет
Она — красивая дама немолодых лет, бывшая балерина, у которой парализованы ноги. Она во всём изыскана и тонка. Она много курит и очень любит модные журналы. Картина начинается с того, что Она просыпается в кровати, похожей скорее на кукольный футляр, в своей квартире у железнодорожного моста и звонит своему мужу. Телефонистка соединяет её, но вместо голоса мужа Она слышит что-то, от чего вздрагивает и кричит. Оказывается, Её соединили с уже идущим по телефонной линии диалогом, и говорили там об убийстве беспомощной женщины-инвалида, живущей у моста, которая надоела своему мужу. Главная героиня пытается из чувств гуманности предотвратить готовящееся убийство, сообщить об услышанном разговоре и телефонистке, и полиции, но никому нет дела. Потом Она понимает, что речь шла именно о ней — ведь это Она живёт у моста, не может ходить, очевидно, надоела мужу… Но уже поздно.

## Художественные особенности
Главную роль на крупных планах сыграла Алла Осипенко — это был второй опыт сотрудничества знаменитой балерины (после «купания в проруби», сцены в документальном «этюде» ЛСДФ «Терпение. Труд») с Сокуровым, и не последняя её работа у обосновавшегося в Ленинграде кинорежиссёра. Второй персонаж «Ампира» — убийца, появляется в конце фильма как эпизод, поэтому роль Аллы Осипенко по сути является главной и единственной, «портретной». В картине использованы арии из опер Джузеппе Верди, а также поп-мелодии американской эстрады середины XX века. Всё действие происходит в одном помещении — в комнате, где живёт и спит главная героиня. Картина фактически является операторской работой студента ВГИКа Сергея Сидорова. Сокуров, которому в то время не давали работать, только так мог проявить себя в качестве режиссёра. Качество сохранившегося изображения очень низкое. Фильм также может рассматриваться как работа режиссёра в жанре триллер.